# Imigracja do Hiszpanii

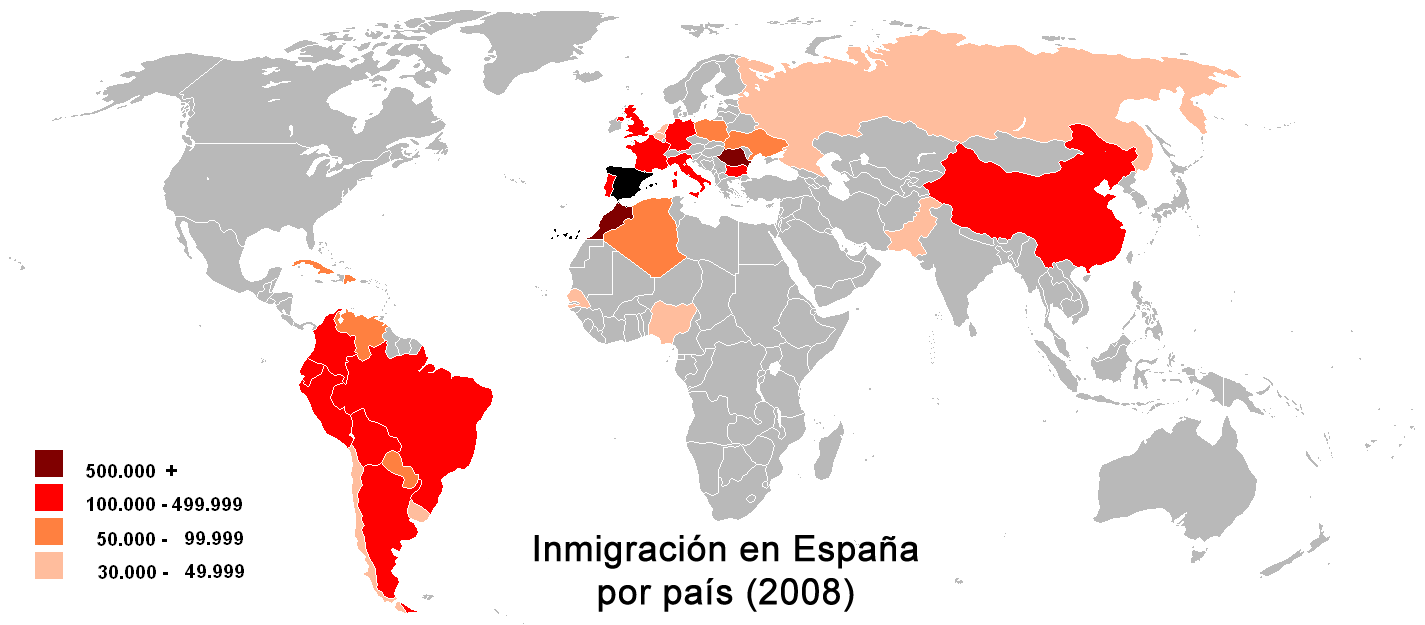
Imigracja do Hiszpanii według państw świata (2008)

Imigracja do Hiszpanii – napływ ludności emigracyjnej do Hiszpanii. Imigranci w Hiszpanii istnieli od zawsze, jednak w ostatnim dziesięcioleciu XX wieku, imigracja nabrała większego znaczenia w aspekcie demograficznym, ekonomicznym, społecznym. Według INE (Instituto Nacional de Estadistica) w styczniu 2012 roku Hiszpanię zamieszkiwało 5 711 040 obcokrajowców, co stanowiło 12,1% populacji kraju.

## Pochodzenie imigrantów
W 2012 roku najliczniejszą grupę imigrantów stanowili Rumunii (20% populacji imigrantów). Kolejną najliczniejszą grupą byli Marokańczycy (17% populacji imigrantów). Natomiast trzecią obywatele Wielkiej Brytanii (9%).

## Płeć
W 2005 roku 53% wszystkich cudzoziemców stanowili mężczyźni, natomiast kobiety 47%. Najwięcej imigrantek pochodzi z Rosji 64% (wszystkich imigrantów pochodzenia rosyjskiego), Nikaragua 61% i Brazylia 64%, natomiast najmniejszy z Mali (6,6%), Pakistanu (9,75), Ghany (12,9%), Bangladesz (16,9%). Największy odsetek mężczyzn pochodzi z Europy.

## Wiek
W 2005 roku średnia wieku w Hiszpanii wynosiła 40,2 lat. Większość imigrantów przyjechała do Hiszpanii w poszukiwaniu pracy, tak więc 51,9% imigrantów (36,6% ogółu ludności) to ludzie w wieku 20-39, z czego obcokrajowcy w wieku 25-34 stanowili 30,1% (17,4% ogółu ludności).

## Przyczyny imigracji
Jedną z przyczyn imigracji jest gwałtowny rozwój budownictwa i turystyki po 1993 roku. Wówczas gospodarka Hiszpanii potrzebowała wielu pracowników co było skutkiem powstania w 2005 roku 900 000 nowych miejsc pracy. Kolejną ważną przyczyną, dla której wielu cudzoziemców decyduje się zamieszkać w Hiszpanii jest tożsamość kulturowa i językowa. W 2006 roku, imigranci pochodzący z terenów Ameryki Łacińskiej stanowili 36,6%. Dużą grupę imigrantów stanowią obcokrajowcy z Europy Zachodniej (21%), w szczególności z Wielkiej Brytanii, którzy zamieszkują Alicante, Wyspy Kanaryjskie i Malagę

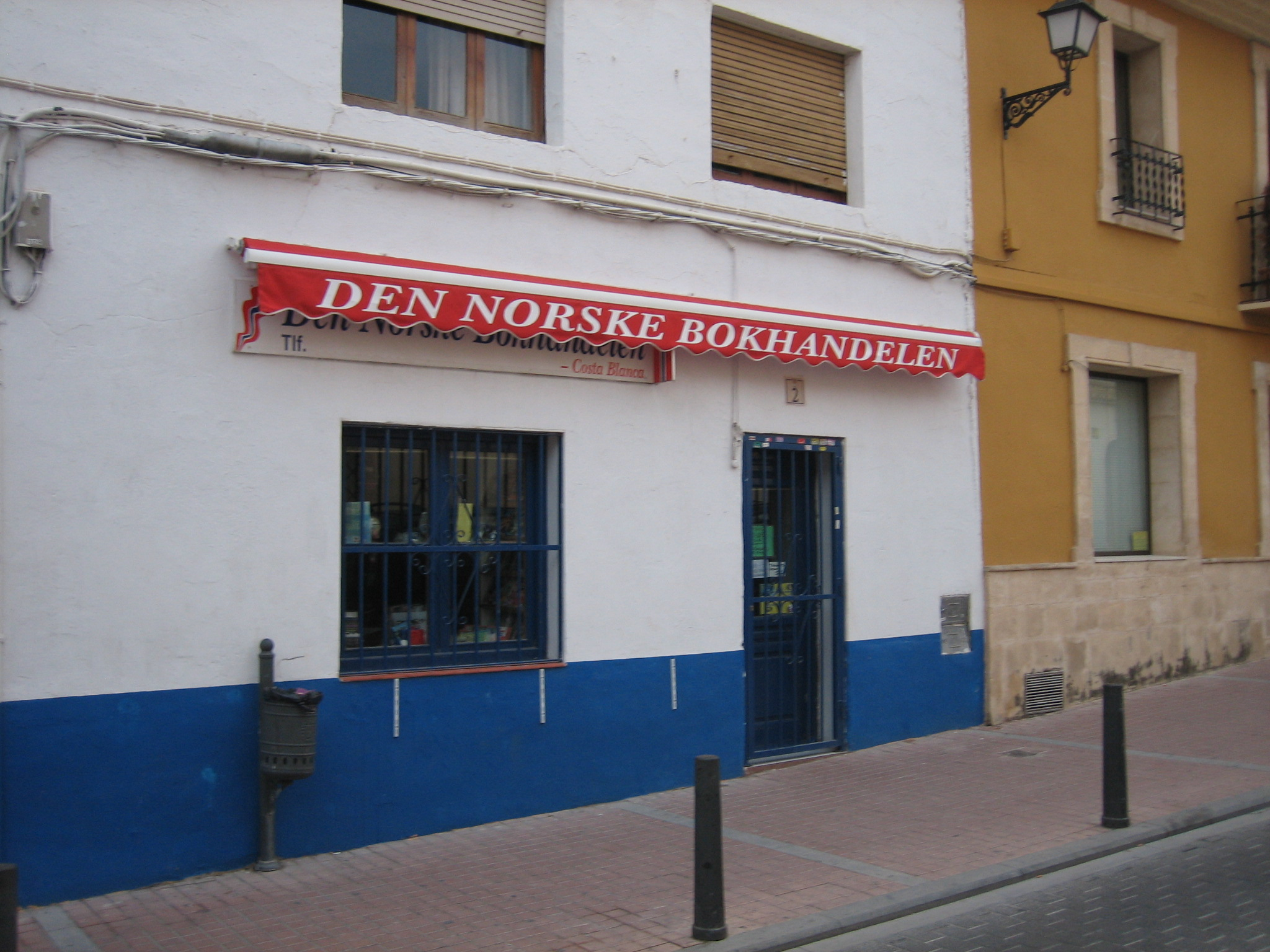
Sklep norweski w centrum Hiszpanii

## Skutki imigracji
- Demograficzne – wraz ze wzrostem imigrantów pomnożyła się liczba ludności, w latach 1998–2005 zwiększając się o 4 255 880 mieszkańców, co spowodowało wzrost populacji o 10,6% w ciągu 7 lat. Kolejnym skutkiem imigracji jest podwyższenie wskaźnika płodności do 10,7% w latach 1998–2005, z czego 15% wszystkich urodzeń w Hiszpanii w 2005 roku stanowią porody kobiet z innych krajów. Nastąpiło również odmłodzenie populacji w Hiszpanii, z powodu wysokiej liczby imigrantów w wieku 25–35 lat. Następną konsekwencją jest kryzys na rynku nieruchomości od roku 2008, który spowodował wysokie bezrobocie, czego skutkiem jest mniejsza liczba urodzeń dzieci przez imigrantów spowodowana brakiem środków do życia.
- Ekonomiczno-gospodarcze:
  - pozytywne – w Hiszpanii wzrosła siła robocza, a wraz z nią wzrost przychodów związanych z nałożeniem pracy. Dzięki temu, że populacja imigrantów zajmuje mniej pożądane miejsca pracy dla ludności hiszpańskiej, młodzi obywatele Hiszpanii mogą zajmować wyższe stanowiska, kobiety mogą uzyskać większy dostęp do szkoleń i rynku pracy, dlatego sytuacja socjalna Hiszpanii jest nadal stabilna.
  - negatywne – wraz z napływającą falą imigrantów, w Hiszpanii znacznie zmniejszyła się średnia krajowa zarobków.
- kulturowe – stały ruch imigracyjny w Hiszpanii spowodował zróżnicowanie kulturowe, religijne i językowe.
- językowe – duża część społeczeństwa jest dwujęzyczna. Najbardziej popularnym językiem wśród imigrantów jest arabski i rumuński. Najwięcej cudzoziemców przebywa na terenach Katalonii, Madrytu, Walencji, Andaluzji i Wysp Kanaryjskich.